# Ernst Seidel
Ernst Seidel (* 14. Juli 1920 in Freiburg im Breisgau; † 5. August 2015 ebenda) war der Gründer und Ehrenpräsident des Europäischen Kulturforums Basel, Gründungspräsident der Stiftung Pro Europa, die er jahrzehntelang leitete, sowie deutscher Verbandssyndikus und Unternehmer.

## Leben
Ernst-Georg Seidel wurde als Sohn des Majors Gottfried Ludwig Ernst Seidel und der Johanniter-Krankenschwester Ilse Sidonie von Römer in Freiburg geboren, wo sein Vater seine letzten Lebensjahre verbrachte. Die väterliche Familie hatte in Greiz durch viele Generationen hindurch Bürgermeister, Kaufleute, Ratsherren und protestantische Geistliche gestellt. Die mütterliche Familie besaß die Güter Janisroda und Nausitz bei Roßleben. Ein Onkel und Vormund von Ernst Seidel war Leopold von Münchhausen; ein weiterer Onkel, Ernst von Münchhausen, war mit der Schwester von Ernst von Siemens verheiratet. Ernst Seidel lebte bis zu seinem Tode in Freiburg. Er war verheiratet mit Anna-Luise Seidel, die ihn bis zu seinem Tode mit ihrem Rat und durch ihre Mitarbeit unterstützt hat.

## Militärdienst im Zweiten Weltkrieg
1939, mit 19 Jahren, trat Ernst Seidel nach dem Abitur als Freiwilliger im Artillerieregiment 31 (Halberstadt) ein, in dem schon sein Vater seine militärische Laufbahn begonnen hatte. Beim Überfall auf Polen wurde Ernst Seidel vorgeschobener Beobachter und aufgrund seiner Tapferkeit vor dem Feinde zum Gefreiten befördert. Danach nahm er als Artillerist am Westfeldzug und am Deutsch-Sowjetischen Krieg teil; er erhielt dafür gleichzeitig das Eiserne Kreuz erster und zweiter Klasse und wurde zum Oberleutnant befördert. Danach wurde er durch einen Granatsplitter verletzt und konnte glücklicherweise als einer der letzten Verwundeten aus dem Kessel von Stalingrad ausgeflogen werden. Nach seiner Genesung wurde er mit seiner Batterie im Winter 1943/44 nochmals an der zusammenbrechenden Ostfront eingesetzt, wurde zum zweiten Male verletzt und entging nur knapp dem Tode. Er wurde mit dem Deutschen Kreuz in Gold ausgezeichnet. Gegen Ende des Krieges wurde Seidel noch als Adjutant des Kommandeurs der Panzerzüge eingesetzt und geriet in französische Kriegsgefangenschaft, aus der er floh. Mithilfe eines Empfehlungsschreibens von Ida Friederike Görres, der Schwester von Richard Coudenhove-Kalergi und als Kurier der katholischen Kirche konnte er wieder nach Freiburg zurückkehren. Seine Kriegserlebnisse und vor allem seine als wunderbar empfundene Rettung aus Lebensgefahren motivierten schon den jungen Seidel, sich für die Völkerverständigung einzusetzen.

## Nachkriegszeit und Studium
In Freiburg übernahm der 25-jährige Seidel zunächst die Geschäftsführung und den Nachforschungsdienst des Deutschen Roten Kreuzes und begann ein Studium der Rechtswissenschaft und der Volkswirtschaft. Sein Studium finanzierte Seidel als Werkstudent und durch Lizenzeinnahmen für eine, von ihm entwickelte, nikotinarme Filterzigarre. In dieser Zeit engagierte er sich, zusammen mit Kommilitonen wie Franz-Lorenz von Thadden-Trieglaff, einem Sohn von Reinold von Thadden und Erhard von Brentano, einem Neffen des späteren Außenministers Heinrich von Brentano, für den deutsch-französischen Jugendaustausch, wofür in Südbaden u. a. Joseph Rovan eintrat, über den Seidel schon als Student nach Paris zu André François-Poncet eingeladen wurde. Aufgrund seiner Leistungen an der Universität verschaffte Adolf Schönke ihm als einem der Ersten ein Stipendium zum Studium in Basel, verbunden mit "Freitischen" in dortigen Familien, was enge Verbindungen in die Schweiz begründete. Sein Studium beendete Seidel 1952 mit der Promotion zum Doktor iur. utriusque.

## Berufstätigkeit
Für mehr als 30 Jahre war Seidel selbständiger Syndikus von Wirtschaftsverbänden mit Büro in der Industrie- und Handelskammer Freiburg. Parallel setzte er ein Zweitstudium der Psychologie fort, das er jedoch trotz Fertigstellung der Diplomarbeit nicht mehr abschließen konnte. 1953 gründete Seidel zusätzlich die bis 1990 bestehende Firma Seidel-Valtiery zur Herstellung kunstgewerblicher Geschenkartikel. Anregungen von Botschafter Clemens von Brentano, in den diplomatischen Dienst einzutreten oder seine militärische Laufbahn in der Bundeswehr fortzusetzen, folgte er dagegen nicht. Er hielt aber enge Verbindung mit Diplomaten und den militärischen Dienststellen in Südbaden. Zugleich im Interesse der Wirtschaft veranstaltete er Bälle, so 1984 einen großen Ball der deutschen und französischen Streitkräfte unter der Schirmherrschaft der Verteidigungsminister Charles Hernu und Manfred Wörner. Er war auch Initiator der von der Industrie- und Handelskammer Südlicher Oberrhein organisierten jährlichen Bälle der Wirtschaft, eines Balles der Kunst und der Mode 1981, eines Deutsch-Britischen Balles 1987, eines Deutsch-Japanischen Balles 1988 und eines Europa-Gala-Balles 1989.

## Ehrenamtliche Tätigkeiten und Reisen
Seidel engagierte sich zunächst in berufsständischen Ehrenämtern. Er war u. a. Handelsrichter und gründete ihren Bundesverband, war Vizepräsident der Europäischen Union der "Juges Consulaires aux Tribunaux" in Straßburg und war Mitglied des Wirtschaftsbeirats der Stadt Freiburg. In diesen Zusammenhängen besuchte er zahlreiche Staaten im europäischen und nichteuropäischen Ausland. Schon dadurch lernte er zahlreiche international prominente Persönlichkeiten kennen.

## Gründung derStiftung Pro Europa
Seinen mehr als 30 Jahre dauernden „Ruhestand“ nutzte Seidel für sein eigentliches Lebenswerk: Die Förderung der Europäischen Einigung und der grenzüberschreitenden Zusammenarbeit an Oberrhein, Hochrhein und Bodensee im kulturellen Kontext. Er brachte als Gründer des Europäischen Kulturforums Basel ab 1980 insbesondere (staatliche und nichtstaatliche) Institutionen der Kulturförderung, Kulturschaffende und führende Repräsentanten aus Politik, Wirtschaft und Gesellschaft grenzüberschreitend zusammen, mit dem Ziel der Förderung von Kunst und Kultur. Auf seine Initiative schlossen sich die durch ihn gegründete Freiburger Kultur-Fördergemeinschaft der Wirtschaft und ihre Partnerorganisationen in Basel und Colmar 1985 zusammen, woraus 1993 die in Basel gegründete gemeinnützigen Stiftung Pro Europa hervorging, deren langjähriger Präsident und Ehrenpräsident er war. „Unser Ziel war und ist es, dass wir zu einem politikbegleitenden und kommunikationsfördernden Kulturaustausch in ganz Europa beitragen“, bekräftigte Seidel 2012 anlässlich der Übergabe der Präsidentschaft an Tilo Braune. Sein Lebenswerk sind die durch die Stiftung verliehenen Europäischen Kulturpreise. Für die Stiftung organisierte er, bis in sein letztes Lebensjahr hinein, unterstützt durch seine Frau, europaweit glanzvolle Preisverleihungen. Dabei hielt er sich selbst im Hintergrund, sorgte aber für ein militärisch-straffes Zeitmanagement: Keine Ansprache sollte länger als fünf Minuten dauern. Durch Beobachtung der internationalen Medien und durch sein internationales Netzwerk von Juroren und Beratern fand er, jeweils zu öffentlichkeitswirksamen Anlässen, würdige Preisträger und dazu passende Laudatoren.

## Europaweite Kulturpreisverleihungen
Ab 1986 übernahmen erstmals der Präsident der parlamentarischen Versammlung des Europarats, damals Louis Jung, und der Präsident des Europäischen Parlaments, damals Pierre Pflimlin, die Schirmherrschaft für die Preisverleihungen, was von den Nachfolgern wie Leni Fischer weitergeführt wurde. So konnte Seidel zahlreiche Veranstaltungen in den Räumen der europäischen Institutionen in Straßburg durchführen. Ansonsten organisierte er sie in vielen europäischen Haupt- oder Kulturstädten sowie in Istanbul. Meist bekam Seidel dafür Regierungsgebäude oder historische Gebäude zur Verfügung gestellt. Er begründete und unterhielt durch seine Tätigkeit lebenslange, oft freundschaftliche, Kontakte mit zahlreichen, international berühmten, sehr unterschiedlichen Persönlichkeiten: so z. B. in der Kunst Salvador Dalí, Eduardo Chillida und Frieder Burda, in der Musik Yehudi Menuhin, Daniel Barenboim, Pierre Boulez, Paul Sacher, Claudio Abbado, Wolfgang Wagner, Mikhail Pletnev, Thomas Quasthoff, Elina Garanca und Jan Vogler, in der Politik Claude Pompidou, Jacques Chirac, Edward Heath, Mary Robinson, Pascal Couchepin, Walter Scheel, Johannes Rau, Martti Ahtisaari, Árpád Göncz, Bülent Arinc, Heinz Fischer, Jack Lang, Joachim Gauck, Lothar Späth, Günther Oettinger, Viviane Reding und Wolfgang Schäuble, in der Wissenschaft Edward Teller, Ihsan Dogramaci, Gesine Schwan und Władysław Bartoszewski, in der Wirtschaft Hermann Josef Abs, George Soros und Jean-Claude Trichet, in den Medien Lord George Weidenfeld, Hubert Burda, Sabine Christiansen, in Theater und Film Peter Ustinov, August Everding und Klaus-Maria Brandauer, im Hochadel Königin Margrethe II. von Dänemark, Fürst Karel Schwarzenberg, Fürst Hans-Adam II. und Diane Herzogin von Württemberg, in den Kirchen Franz König, Metropolit Kyrill I. von Smolensk, Walter Kasper und Bischof Wolfgang Huber. Besonders schwierig zu organisieren (wegen kurzfristiger Absage von Wladimir Putin und Angela Merkel) war 2006 eine Kulturpreisverleihung in der Frauenkirche (Dresden), an der u. a. Michail Gorbatschow, Richard von Weizsäcker, Lothar de Maizière, Hans-Dietrich Genscher, und Edward, 2. Duke of Kent teilnahmen. Seidel zeichnete als Stiftungspräsident auch ganze Institutionen aus, wie z. B. das Osloer Friedens-Nobelpreis-Komitee, den Deutschen Caritasverband, das Gustav Mahler Jugendorchester, die Sächsische Staatskapelle Dresden, die Robert-Bosch-Stiftung, den "Espace de l' Art Concret", die Aktion Brot für die Welt, das Internet-Portal Europeana der EU-Kommission und die Münsterbauhütten von Straßburg, Freiburg und Basel. Seidel wirkte an der "Entdeckung" zahlreicher junger, zukünftig berühmter Künstlerpersönlichkeiten mit, wie z. B. von Anne-Sophie Mutter, Tabea Zimmermann und der damals 15-jährigen Geigerin Julia Fischer, für die er Stipendien ermöglichte.

## Deutsch-Jüdische Versöhnung
Seidel war bei einer Israel-Reise Simon Macé, einem Vertrauten David Ben-Gurions, der in Freiburg studiert hatte, und Josef Burg begegnet; beide besuchten Seidel in Freiburg. So wurde die Deutsch-Jüdische Zusammenarbeit sein besonderes Anliegen. Er zeichnete Simon Wiesenthal, das Leo Baeck Institut in New York City, das Mémorial de la Shoah in Paris, das Jüdische Museum und das Kulturzentrum der Jeckes in Tefen, Israel aus.

## Regiopreise und Gründung desEuropäischen Kulturforums Mainau
Ausgehend von seiner Heimatstadt Freiburg initiierte Seidel eine Reihe von europäischen Regio-Förderpreisen, mit denen grenzüberschreitend Persönlichkeiten aus der Oberrheinregion ausgezeichnet wurden, darunter aus der Politik Erwin Teufel und Daniel Hoeffel, André-Paul Weber, sowie Jean-Paul Heider und weitere Preisträger, mit denen er persönlich verbunden war wie z. B. Roland Mack und Hortense von Gelmini, die durch Erzbischof Robert Zollitsch ausgezeichnet wurde. In Bayern zeichnete er in Anwesenheit von Günther Beckstein Mariss Jansons und die Von-Parish-Kostümbibliothek aus. 1999 gründete Seidel zur Förderung des kulturellen Dialogs zwischen Schweden und den Bodensee-Anrainerstaaten in Anwesenheit von König Carl XVI. Gustaf, Königin Silvia von Schweden, Bundespräsident Roman Herzog und Lennart Graf Bernadotte das Europäische Kulturforum Mainau. Im Rahmen dieser Veranstaltungsreihe erhielt u. a. Plácido Domingo einen Kulturpreis.

## Auszeichnungen
Ernst Seidel war u. a. Chevalier des Arts et des Lettres, Inhaber des Bundesverdienstkreuzes und Rechtsritter des Johanniterordens.